# Adairsville
Adairsville – miasto w Stanach Zjednoczonych, w stanie Georgia, w hrabstwie Bartow.